# Joaquín Ignacio de Arteaga y Echagüe
 (août 2017).
Si vous disposez d'ouvrages ou d'articles de référence ou si vous connaissez des sites web de qualité traitant du thème abordé ici, merci de compléter l'article en donnant les références utiles à sa vérifiabilité et en les liant à la section « Notes et références ».
Joaquín Ignacio de Arteaga y Echagüe Silva y Méndez de Vigo, né à San Sebastián (Guipúzcoa) le 5 septembre 1870 et mort à Madrid le 4 janvier 1947, est un Grand d’Espagne, homme politique, entrepreneur, chef de la maison ducale de l’Infantado de 1910 à 1947, dont il est le XVIIe duc.

## Biographie
Il est le fils de Andrés Avelino de Arteaga y Silva Carvajal y Téllez Girón (1833-1910) marquis de Valmediano, XVIe duc del Infantado, un neveu du fastueux XIIe duc de Osuna et de María Belén de Echagüe y Méndez de Vigo, IIIe comtesse de Serrallo (1807-1947), mariés en 1866.
Né à San Sebastián (Guipúzcoa) en 1870, il suit l’enseignement des Jésuites à Chamartín de la Rosa et au Collège Notre-Dame de la Paix de Namur (Belgique). Il épouse en 1894 Isabel Falguera y Moreno, comtesse de Santiago. Déjà titré marquis d’Ariza, à l’occasion de son mariage, son père lui cède le comté de Corres et le marquisat de Santillana, un titre historique tombé en désuétude et relevé ; il en sera le XVIIIe titulaire. C’est sous ce nom qu’il fut principalement connu, politiquement comme mondainement. Le couple aura neuf enfants.

### Projets industriels
Le marquis met à profit sa fortune pour développer des entreprises industrielles. L’aménagement du rio Manzanares (Madrid) va permettre de produire l’énergie électrique qui alimentera la ville de Colmenar Viejo à partir de 1902. Il avait entrepris dès 1898 la construction du canal de Santillana (es), qui arrive à Colmenar en 1902. Il crée en 1905 la Sociedad Hidráulica Santillana pour fournir en eau certains quartiers de la zone nord de Madrid qui n’étaient pas desservis par le Canal d’Isabel II. Le barrage de Santillana est inauguré en 1908, près de Manzanares el Real, Madrid. Cette entreprise hydraulique donnera lieu par la suite à de nombreux procès contre la Compañía del Canal de Isabel II pour le monopole de l’approvisionnement en eau de Madrid. Ces procès sujets à polémique n’étaient pas terminés à l’arrivée de la République en 1931.   

### Patrimoine
Le marquis de Santillana s’est employé à rassembler des éléments de l’ancien patrimoine des Mendoza, témoins depuis le XVe siècle de l’histoire des ducs de l’Infantado, en rachetant et en restaurant plusieurs anciennes possessions. Ce fut le cas près de Madrid des châteaux historiques de Viñuelas et celui de Manzanares el Real (1909). Il achète au pied de la Sierra Nevada le fort de La Calahorra (1913) dans la province de Grenade, qu’il souhaitait reconstruire près de Madrid et à Grenade le Carmen de los Mártires. Il restaure également les palais de Lazcano et celui de Requessens (Gérone). En Italie il fait restaurer le Collège royal espagnol de San Clemente près de Bologne et en France, où il possédait une propriété à Biarritz, il rachète au comte Tchernoff une propriété du Médoc, près de Bordeaux, le château Larose Trintaudon que son fils revendra en 1963 à la famille Forner, propriétaire du vignoble Marqués de Caceres. Connaissant parfaitement l’histoire familiale, il fait réhabiliter quatre titres nobiliaires, trois marquisats et un comté, en faveur de sa maison. Lors de l’évaluation des biens agraires demandé par la République en 1931, les possessions de la maison de l’Infantado s’étendaient sur 17 171 hectares, se plaçant au 9e rang des grands latifundios espagnols. 

## Vie politique
Politiquement, le marquis de Santillana était un partisan de la monarchie et un intime, jusque dans l’exil, du roi Alphonse XIII. Il a été entre 1896 et 1901 élu à quatre reprises député du district de Zumaya (Guipuscoa), il a été sénateur puis nommé procureur aux Cortes (1943-1946). Il était favorable à la neutralité espagnole lors de la Première Guerre mondiale. Il ne participa pas à la préparation du Soulèvement (Alzamiento) contre la Seconde République et ne quitta Madrid assiégé qu’en 1937, en compagnie de l’un de ses fils. 
Le marquis de Santillana, XVIIe duc de l’Infantado, publia ses mémoires avant sa mort survenue en 1947. Il est inhumé dans le panthéon familial, dans la cathédrale de Tolède.

## Titres nobiliaires
- XVIIe duc del Infantado,
- XIIIe marquis de Armunia,
- XIIe marquis de Ariza,
- XIVe marquis de Estepa,
- XVIIIe marquis de Santillana,
- Xe marquis de Laula (réhabilitation en 1913),
- IXe marquis de Monte de Vay (réhabilitation en 1913),
- XIIe marquis de Vivola,
- XVIe marquis de Cea,
- VIIIe marquis de Valmediano,
- XIe marquis de la Eliseda (réhabilitation en 1921),
- Ve comte de Corres,
- XIe comte de la Monclova,
- Xe comte de Santa Eufemia,
- XVIIIe comte del Real de Manzanares,
- XXe comte de Saldaña,
- XVe comte del Cid (réhabilitation en 1921),
- XXIIIe seigneur (Señor) de la Casa de Lazcano.
- Amiral (Almirante) de Aragón.

## Postérité
Son fils Iñigo de Arteaga y Falguera (1905 – 1997) XVIIIe duc de l’Infantado, lui succéda à la tête de la maison ducale.
L’une de ses filles, Maria Cristina, en religion Sor Cristina (1902-1984) diplômée d’histoire et moniale hieronymite, est l’auteur d’un ouvrage sur l’histoire de la maison ducale, La Casa del Infantado, cabeza de los Mendoza (1940) et d’une biographie de son père, La vida plural y dinámica del marqués de Santillana (1948).